# Diego Gonçalves
Diego Gonçalves (født 22. september 1994) er en brasiliansk fodboldspiller.